# Nuoto ai campionati europei di nuoto 2022 - Staffetta 4x100 metri misti maschile
La gara della staffetta 4x100 metri misti maschile ai Campionati europei di nuoto 2022 si è svolta il 17 agosto 2022. Al mattino si sono svolte le batterie, mentre la finale si è disputata nel pomeriggio.

## Podio
| Pos.    | Nazione | Atleta |
| ------- | ------- | --- |
| Oro     | Italia  | Thomas Ceccon Nicolò Martinenghi Matteo Rivolta Alessandro Miressi Michele Lamberti Federico Poggio Federico Burdisso Manuel Frigo |
| Argento | Francia | Yohann Ndoye-Brouard Antoine Viquerat Clément Secchi Maxime Grousset Mewen Tomac Charles Rihoux                                    |
| Bronzo  | Austria | Bernhard Reitshammer Valentin Bayer Simon Bucher Heiko Gigler                                                                      |

## Record
Prima della manifestazione il record del mondo (RM), il record europeo (EU) e il record dei campionati (RC) erano i seguenti.
|  | 3'26"78 | Stati Uniti           | 1º agosto 2021 Tokyo                          |
|  | 3'27"51 | Gran Bretagna/ Italia | 1º agosto 2021/25 giugno 2022 Tokyo/ Budapest |
|  | 3'28"59 | Gran Bretagna         | 23 maggio 2021 Budapest                       |

## Risultati

### Batterie
| Pos. | Batteria | Corsia | Nazione       | Atleta | Tempo       | Note |
| ---- | -------- | ------ | ------------- | --- | ----------- | ---- |
| 1    | 1        | 2      | Italia        | Michele Lamberti (54"95) Federico Poggio (59"70) Federico Burdisso (51"37) Manuel Frigo (48"33)                 | 3'34"35     | Q    |
| 2    | 2        | 5      | Austria       | Bernhard Reitshammer (55"31) Valentin Bayer (59"43) Simon Bucher (51"85) Heiko Gigler (48"23)                   | 3'34"82     | Q    |
| 3    | 2        | 2      | Gran Bretagna | Jonathon Marshall (54"67) James Wilby (59"92) Jacob Peters (52"67) Jacob Whittle (48"19)                        | 3'35"45     | Q    |
| 4    | 1        | 4      | Francia       | Mewen Tomac (54"72) Antoine Viquerat (1'00"71) Clément Secchi (51"74) Charles Rihoux (48"29)                    | 3'35"46     | Q    |
| 5    | 2        | 0      | Polonia       | Kacper Stokowski (54"09) Dawid Wiekiera (1'00"85) Adrian Jaśkiewicz (52"03) Kamil Sieradzki (49"07)             | 3'36"04     | Q    |
| 6    | 2        | 8      | Ucraina       | Oleksandr Zheltyakov (55"10) Volodymyr Lisovets (1'00"36) Denys Kesil (52"49) Sergii Shevtsov (48"74)           | 3'36"69     | Q    |
| 7    | 2        | 3      | Germania      | Ole Braunschweig (54"17) Lucas Matzerath (1'00"61) Björn Kammann (53"87) Peter Varjasi (48"30)                  | 3'36"95     | Q    |
| 8    | 1        | 3      | Spagna        | Nicolás García (55"66) Carles Coll (1'01"45) Mario Mollà (52"09) Sergio de Celis (47"89)                        | 3'37"09     | Q    |
| 9    | 1        | 7      | Bulgaria      | Kaloyan Levterov (55"76) Tonislav Sabev (1'00"82) Antani Ivanov (52"78) Deniel Nankov (48"66)                   | 3'38"02     |      |
| 10   | 1        | 1      | Grecia        | Theodoros Andreopoulos (55"12) Arkadios Aspougalis (1'02"16) Kōnstantínos Stamou (53"03) Stergios Bilas (49"04) | 3'39"35     |      |
| 11   | 1        | 6      | Lituania      | Erikas Grigaitis (56"05) Andrius Šidlauskas (1'00"20) Danas Rapšys (53"94) Tomas Navikonis (50"01)              | 3'40"20     |      |
| 12   | 1        | 5      | Svezia        | Björn Seeliger (56"59) Daniel Räisänen (1'01"55) Oskar Hoff (53"68) Robin Hanson (49"88)                        | 3'41"70     |      |
| 13   | 2        | 4      | Lussemburgo   | Max Mannes (56"96) Pit Brandenburger (1'04"55) Julien Henx (55"11) Rémi Fabiani (49"72)                         | 3'46"34     |      |
| 14   | 1        | 8      | Norvegia      | Markus Lie (55"53) Christoffer Haarsaker (1'01"62) Jon Jøntvedt Nicholas Lia                                    | DSQ         |      |
| DNS  | 1        | 3      | Irlanda       | - | Non partiti |      |
| DNS  | 1        | 3      | Paesi Bassi   | - | Non partiti |      |
| DNS  | 2        | 5      | Svizzera      | - | Non partiti |      |

### Finale
| Pos. | Corsia | Nazione       | Atleta                                                                                                 | Tempo   | Note |
| ---- | ------ | ------------- | --- | ------- | ---- |
|      | 4      | Italia        | Thomas Ceccon (52"82) Nicolò Martinenghi (57"72) Matteo Rivolta (50"75) Alessandro Miressi (47"17)     | 3'28"46 |      |
|      | 6      | Francia       | Yohann Ndoye-Brouard (53"06) Antoine Viquerat (1'00"48) Clément Secchi (51"53) Maxime Grousset (47"43) | 3'32"50 |      |
|      | 5      | Austria       | Bernhard Reitshammer (54"68) Valentin Bayer (59"54) Simon Bucher (50"97) Heiko Gigler (48"09)          | 3'33"28 |      |
| 4    | 3      | Gran Bretagna | Luke Greenbank (54"28) James Wilby (59"51) Edward Mildred (51"72) Thomas Dean (48"09)                  | 3'33"60 |      |
| 5    | 2      | Polonia       | Ksawery Masiuk (53"49) Dawid Wiekiera (1'00"79) Jakub Majerski (51"17) Karol Ostrowski (48"71)         | 3'34"16 |      |
| 6    | 7      | Ucraina       | Oleksandr Zheltyakov (54"60) Volodymyr Lisovets (59"40) Denys Kesil (52"12) Sergii Shevtsov (48"54)    | 3'34"66 | NR   |
| 7    | 1      | Germania      | Ole Braunschweig (54"40) Lucas Matzerath (59"74) Björn Kammann (53"60) Peter Varjasi (47"91)           | 3'35"65 |      |
| 8    | 8      | Spagna        | Nicolás García (55"30) Carles Coll (1'01"31) Mario Mollà (52"20) Sergio de Celis (48"44)               | 3'37"25 |      |